# Чемпіонат світу з футболу 1994 (кваліфікаційний раунд, УЄФА)
У рамках відбіркового турніру до чемпіонату світу з футболу 1994 36 команд конфедерації УЄФА змагалися за дванадцять місць у фінальній частині чемпіонату світу з футболу 1994. Крім того ще один представник Європи, збірна Німеччини, кваліфікувався до розіграшу Кубка світу автоматично як діючий чемпіон. Попередньо бажання позмагатися за місця на чемпіонаті світу висловили 38 збірних, утім ще до проведення жеребкування команда Ліхтенштейну відкликала свою заявку, а згодом збірна Югославії була дискваліфікована ФІФА на виконання санкцій ООН через Югославські війни. Через розпад СРСР місце у відбірковому турнірі, що належало збірній Радянського Союзу, яка брала участь у жеребкуванні,  було віддано команді Росії.
У відбірковому турнірі на світову першість уперше взяли участь збірні Сан-Марино та Фарерських островів, а також команди Естонії, Литви та Латвії, країн, що до того входили до складу СРСР. До кваліфікаційного турніру серед команд УЄФА повернулася збірна Ізраїлю, що два попередніх відбіркових турніри проводила в конфедерації Океанії (ОФК).

## Формат
Турнір проходив за круговою системою у шести групах — п'ятьох групах із шести команд і однієї групи із семи команд. Утім на практиці у Групі 5 змагалися лише п'ять збірних через дискваліфікацію югославів. Напряму до фінальної частини чемпіонату світу виходили по дві найкращі команди із кожної групи.

## Жеребкування
Жеребкування турніру відбулося 8 грудня 1991 року. Збірні, що кваліфікувалися до фінальної частини чемпіонату світу, наведені жирним.
| Кошик 1 |
| ------- |
| Італія  |
| Англія  |
| Іспанія |
| Бельгія |
| СРСР    |
| Франція |

| Кошик 2        |
| -------------- |
| Югославія      |
| Чехословаччина |
| Нідерланди     |
| Шотландія      |
| Австрія        |
| Ірландія       |

| Кошик 3    |
| ---------- |
| Румунія    |
| Данія      |
| Польща     |
| Угорщина   |
| Португалія |
| Швеція     |

| Кошик 4           |
| ----------------- |
| Північна Ірландія |
| Болгарія          |
| Швейцарія         |
| Норвегія          |
| Греція            |
| Уельс             |

| Кошик 5   |
| --------- |
| Туреччина |
| Ісландія  |
| Фінляндія |
| Албанія   |
| Мальта    |
| Кіпр      |

| Кошик 6           |
| ----------------- |
| Люксембург        |
| Сан-Марино        |
| Фарерські острови |
| Ізраїль           |
| Естонія           |
| Латвія            |
| Литва             |

### Результати жеребкування
| Група 1                             | Група 2                            | Група 3                                      | Група 4                                     | Група 5                      | Група 6                           |
| ----------------------------------- | ---------------------------------- | -------------------------------------------- | ------------------------------------------- | ---------------------------- | --------------------------------- |
| Італія Швейцарія                    | Норвегія Нідерланди                | Іспанія Ірландія                             | Румунія Бельгія                             | Греція Росія                 | Швеція Болгарія                   |
| Португалія Шотландія Мальта Естонія | Англія Польща Туреччина Сан-Марино | Данія Північна Ірландія Литва Латвія Албанія | Чехословаччина Уельс Кіпр Фарерські острови | Ісландія Угорщина Люксембург | Франція Австрія Фінляндія Ізраїль |

## Групи

### Група 1
| Поз | Команда    | І  | В | Н | П | ГЗ | ГП | РГ  | О  | Кваліфікація                            |     | ITA | SUI | POR | SCO | MLT | EST |
| --- | ---------- | -- | - | - | - | -- | -- | --- | -- | --------------------------------------- | --- | --- | --- | --- | --- | --- | --- |
| 1   | Італія     | 10 | 7 | 2 | 1 | 22 | 7  | +15 | 16 | Вихід на Чемпіонат світу з футболу 1994 |     | —   | 2–2 | 1–0 | 3–1 | 6–1 | 2–0 |
| 2   | Швейцарія  | 10 | 6 | 3 | 1 | 23 | 6  | +17 | 15 | Вихід на Чемпіонат світу з футболу 1994 |     | 1–0 | —   | 1–1 | 3–1 | 3–0 | 4–0 |
| 3   | Португалія | 10 | 6 | 2 | 2 | 18 | 5  | +13 | 14 |                                         |     | 1–3 | 1–0 | —   | 5–0 | 4–0 | 3–0 |
| 4   | Шотландія  | 10 | 4 | 3 | 3 | 14 | 13 | +1  | 11 |                                         | 0–0 | 1–1 | 0–0 | —   | 3–0 | 3–1 |     |
| 5   | Мальта     | 10 | 1 | 1 | 8 | 3  | 23 | −20 | 3  |                                         | 1–2 | 0–2 | 0–1 | 0–2 | —   | 0–0 |     |
| 6   | Естонія    | 10 | 0 | 1 | 9 | 1  | 27 | −26 | 1  |                                         | 0–3 | 0–6 | 0–2 | 0–3 | 0–1 | —   |     |

#### Результати
| 16 серпня 1992 |

| Естонія | 0–6      | Швейцарія                                           |
| ------- | -------- | --------------------------------------------------- |
|         | Протокол | Шапюїза 23', 68' Брежі 29' Кнуп 46', 66' Сфорца 84' |

| Кадріорг, Таллінн Глядачів: 2,412 Арбітр: Міхал Лісткевич (Польща) |

| 9 вересня 1992 |

| Швейцарія              | 3–1      | Шотландія    |
| ---------------------- | -------- | ------------ |
| Кнуп 2', 71' Брежі 81' | Протокол | Маккойст 13' |

| Ванкдорф, Берн Глядачів: 12,000 Арбітр: Маріо ван дер Енде (Нідерланди) |

| 14 жовтня 1992 |

| Італія                    | 2–2      | Швейцарія             |
| ------------------------- | -------- | --------------------- |
| Р. Баджо 83' Ераніо 90+1' | Протокол | Орель 17' Шапюїза 21' |

| Стадіо Сант'Елія, Кальярі Глядачів: 26,216 Арбітр: Петер Міккельсен (Данія) |

| 14 жовтня 1992 |

| Шотландія | 0–0      | Португалія |
| --------- | -------- | ---------- |
|           | Протокол |            |

| Айброкс, Глазго Глядачів: 22,583 Арбітр: Губерт Форстінгер (Австрія) |

| 25 жовтня 1992 |

| Мальта | 0–0      | Естонія |
| ------ | -------- | ------- |
|        | Протокол |         |

| Національний стадіон (Мальта), Та-Калі Глядачів: 1,456 Арбітр: Огуз Сарван (Туреччина) |

| 18 листопада 1992 |

| Шотландія | 0–0      | Італія |
| --------- | -------- | ------ |
|           | Протокол |        |

| Айброкс, Глазго Глядачів: 33,029 Арбітр: Арон Шмідгубер (Німеччина) |

| 18 листопада 1992 |

| Швейцарія                         | 3–0      | Мальта |
| --------------------------------- | -------- | ------ |
| Біккель 2' Сфорца 44' Шапюїза 89' | Протокол |        |

| Ванкдорф, Берн Глядачів: 14,200 Арбітр: Сергій Хусаїнов (Росія) |

| 19 грудня 1992 |

| Мальта      | 1–2      | Італія                  |
| ----------- | -------- | ----------------------- |
| Грегорі 85' | Протокол | Віаллі 59' Сіньйорі 62' |

| Національний стадіон, Та-Калі Глядачів: 14,191 Арбітр: Гі Гуталс (Бельгія) |

| 24 січня 1993 |

| Мальта | 0–1      | Португалія    |
| ------ | -------- | ------------- |
|        | Протокол | Руй Агуаш 58' |

| Національний стадіон, Та-Калі Глядачів: 11,500 Арбітр: Девід Еллерей (Англія) |

| 17 лютого 1993 |

| Шотландія                   | 3–0      | Мальта |
| --------------------------- | -------- | ------ |
| Маккойст 15', 68' Невін 84' | Протокол |        |

| Айброкс, Глазго Глядачів: 35,490 Арбітр: Ілкка Кого (Фінляндія) |

| 24 лютого 1993 |

| Португалія | 1–3      | Італія                                |
| ---------- | -------- | ------------------------------------- |
| Коуту 56'  | Протокол | Р. Баджо 2' Казірагі 25' Д. Баджо 73' |

| Даш-Анташ, Порту Глядачів: 30,761 Арбітр: Бу Карлссон (Швеція) |

| 24 березня 1993 |

| Італія                                                               | 6–1      | Мальта              |
| -------------------------------------------------------------------- | -------- | ------------------- |
| Д. Баджо 19' Сіньйорі 38' Верховод 48' Манчіні 58', 89' Мальдіні 73' | Протокол | Бусуттіл 68' (пен.) |

| Ла Фаворіта, Палермо Глядачів: 33,720 Арбітр: Вассіліос Нікакіс (Греція) |

| 31 березня 1993 |

| Швейцарія   | 1–1      | Португалія |
| ----------- | -------- | ---------- |
| Шапюїза 39' | Протокол | Семеду 44' |

| Ванкдорф, Берн Глядачів: 29,095 Арбітр: Кім Мільтон Нільсен (Данія) |

| 14 квітня 1993 |

| Італія                    | 2–0      | Естонія |
| ------------------------- | -------- | ------- |
| Р. Баджо 22' Сіньйорі 87' | Протокол |         |

| Стадіо Нерео Рокко, Трієст Глядачів: 33,000 Арбітр: Шандор Піллер (Угорщина) |

| 17 квітня 1993 |

| Мальта | 0–2      | Швейцарія                |
| ------ | -------- | ------------------------ |
|        | Протокол | Орель 31' Тюрк'їлмаз 89' |

| Національний стадіон, Та-Калі Глядачів: 7,837 Арбітр: Йон Кречунеску (Румунія) |

| 28 квітня 1993 |

| Португалія                                   | 5–0      | Шотландія |
| -------------------------------------------- | -------- | --------- |
| Руй Барруш 5', 70' Кадете 45', 72' Футре 67' | Протокол |           |

| Да-Луж, Лісабон Глядачів: 28,000 Арбітр: Шандор Пуль (Угорщина) |

| 1 травня 1993 |

| Швейцарія    | 1–0      | Італія |
| ------------ | -------- | ------ |
| Готтігер 56' | Протокол |        |

| Ванкдорф, Берн Глядачів: 32,000 Арбітр: Антоніо Мартін Наваррете (Іспанія) |

| 12 травня 1993 |

| Естонія | 0–1      | Мальта      |
| ------- | -------- | ----------- |
|         | Протокол | Лаферла 16' |

| Кадріорг, Таллінн Глядачів: 4,500 Арбітр: Маркус Мерк (Німеччина) |

| 19 травня 1993 |

| Естонія | 0–3      | Шотландія                        |
| ------- | -------- | -------------------------------- |
|         | Протокол | Галлахер 43' Коллінз 59' Бут 73' |

| Кадріорг, Таллінн Глядачів: 1,800 Арбітр: Торе Голлунг (Норвегія) |

| 2 червня 1993 |

| Шотландія                         | 3–1      | Естонія    |
| --------------------------------- | -------- | ---------- |
| Макклер 18' Невін 27', 72' (пен.) | Протокол | Брагін 57' |

| Піттодрі, Абердин Глядачів: 14,307 Арбітр: Атанас Узунов (Болгарія) |

| 19 червня 1993 |

| Португалія                                        | 4–0      | Мальта |
| ------------------------------------------------- | -------- | ------ |
| Ногейра 1' Руй Кошта 8' Жуан Пінту 23' Кадете 85' | Протокол |        |

| Беса Секулу XXI, Порту Глядачів: 10,000 Арбітр: Їржі Ульріх (Чехословаччина) |

| 5 вересня 1993 |

| Естонія | 0–2      | Португалія              |
| ------- | -------- | ----------------------- |
|         | Протокол | Руй Кошта 61' Фолья 74' |

| Кадріорг, Таллінн Глядачів: 2,790 Арбітр: Ілкка Кого (Фінляндія) |

| 8 вересня 1993 |

| Шотландія   | 1–1      | Швейцарія        |
| ----------- | -------- | ---------------- |
| Коллінз 50' | Протокол | Брежі 70' (пен.) |

| Піттодрі, Абердин Глядачів: 21,500 Арбітр: Жоель Кінью (Франція) |

| 22 вересня 1993 |

| Естонія | 0–3      | Італія                               |
| ------- | -------- | ------------------------------------ |
|         | Протокол | Р. Баджо 20' (пен.), 73' Манчіні 59' |

| Кадріорг, Таллінн Глядачів: 5,350 Арбітр: Ян Дамгорд (Данія) |

| 13 жовтня 1993 |

| Португалія    | 1–0      | Швейцарія |
| ------------- | -------- | --------- |
| Жуан Пінту 8' | Протокол |           |

| Даш-Анташ, Порту Глядачів: 55,000 Арбітр: Гельмут Круг (Німеччина) |

| 13 жовтня 1993 |

| Італія                              | 3–1      | Шотландія    |
| ----------------------------------- | -------- | ------------ |
| Донадоні 3' Казірагі 16' Ераніо 80' | Протокол | Галлахер 18' |

| Олімпійський стадіон, Рим Глядачів: 61,178 Арбітр: Йон Кречунеску (Румунія) |

| 10 листопада 1993 |

| Португалія                               | 3–0      | Естонія |
| ---------------------------------------- | -------- | ------- |
| Футре 2' Осеану 37' (пен.) Руй Агуаш 86' | Протокол |         |

| Да-Луж, Лісабон Глядачів: 105,000 Арбітр: Ерік Бларо (Бельгія) |

| 17 листопада 1993 |

| Італія       | 1–0      | Португалія |
| ------------ | -------- | ---------- |
| Д. Баджо 83' | Протокол |            |

| Сан-Сіро, Мілан Глядачів: 71,513 Арбітр: Ришард Вуйцик (Польща) |

| 17 листопада 1993 |

| Мальта | 0–2      | Шотландія                |
| ------ | -------- | ------------------------ |
|        | Протокол | Мак-Кінлі 15' Гендрі 74' |

| Національний стадіон, Та-Калі Глядачів: 8,900 Арбітр: Перікліс Вассілакіс (Греція) |

| 17 листопада 1993 |

| Швейцарія                                | 4–0      | Естонія |
| ---------------------------------------- | -------- | ------- |
| Кнуп 32' Брежі 34' Орель 45' Шапюїза 61' | Протокол |         |

| Гардтурм, Цюрих Глядачів: 21,000 Арбітр: Зоран Петрович (Югославія) |

### Група 2
| Поз | Команда    | І  | В | Н | П | ГЗ | ГП | РГ  | О  | Кваліфікація                            |     | NOR | NED | ENG | POL | TUR | SMR  |
| --- | ---------- | -- | - | - | - | -- | -- | --- | -- | --------------------------------------- | --- | --- | --- | --- | --- | --- | ---- |
| 1   | Норвегія   | 10 | 7 | 2 | 1 | 25 | 5  | +20 | 16 | Вихід на Чемпіонат світу з футболу 1994 |     | —   | 2–1 | 2–0 | 1–0 | 3–1 | 10–0 |
| 2   | Нідерланди | 10 | 6 | 3 | 1 | 29 | 9  | +20 | 15 | Вихід на Чемпіонат світу з футболу 1994 |     | 0–0 | —   | 2–0 | 2–2 | 3–1 | 6–0  |
| 3   | Англія     | 10 | 5 | 3 | 2 | 26 | 9  | +17 | 13 |                                         |     | 1–1 | 2–2 | —   | 3–0 | 4–0 | 6–0  |
| 4   | Польща     | 10 | 3 | 2 | 5 | 10 | 15 | −5  | 8  |                                         | 0–3 | 1–3 | 1–1 | —   | 1–0 | 1–0 |      |
| 5   | Туреччина  | 10 | 3 | 1 | 6 | 11 | 19 | −8  | 7  |                                         | 2–1 | 1–3 | 0–2 | 2–1 | —   | 4–1 |      |
| 6   | Сан-Марино | 10 | 0 | 1 | 9 | 2  | 46 | −44 | 1  |                                         | 0–2 | 0–7 | 1–7 | 0–3 | 0–0 | —   |      |

#### Результати
| 9 вересня 1992 |

| Норвегія                                                                        | 10–0     | Сан-Марино |
| ------------------------------------------------------------------------------- | -------- | ---------- |
| Рекдаль 4', 79' Галле 6', 53', 70' Серлот 15', 22' Нільсен 46', 67' Мюкланд 74' | Протокол |            |

| Уллевол, Осло Глядачів: 6,511 Арбітр: Еса Пальсі (Фінляндія) |

| 23 вересня 1992 |

| Норвегія                     | 2–1      | Нідерланди   |
| ---------------------------- | -------- | ------------ |
| Рекдаль 9' (пен.) Серлот 78' | Протокол | Бергкамп 10' |

| Уллевол, Осло Глядачів: 19,998 Арбітр: Ремі Аррель (Франція) |

| 23 вересня 1992 |

| Польща     | 1–0      | Туреччина |
| ---------- | -------- | --------- |
| Валдох 33' | Протокол |           |

| Міський стадіон, Познань Глядачів: 12,000 Арбітр: Маркус Мерк (Німеччина) |

| 7 жовтня 1992 |

| Сан-Марино | 0–2      | Норвегія           |
| ---------- | -------- | ------------------ |
|            | Протокол | Якобсен 7' Флу 19' |

| Олімпіко, Серравалле Глядачів: 1,187 Арбітр: Хуан Ансуатегі Рока (Іспанія) |

| 14 жовтня 1992 |

| Англія    | 1–1      | Норвегія    |
| --------- | -------- | ----------- |
| Платт 55' | Протокол | Рекдаль 77' |

| Вемблі, Лондон Глядачів: 51,441 Арбітр: Артуро Брісіо Картер (Мексика) |

| 14 жовтня 1992 |

| Нідерланди          | 2–2      | Польща                         |
| ------------------- | -------- | ------------------------------ |
| Ван Воссен 43', 48' | Протокол | Козьмінський 19' Ковальчик 21' |

| Феєнорд, Роттердам Глядачів: 14,500 Арбітр: Арканжело Пеццелла (Італія) |

| 28 жовтня 1992 |

| Туреччина                         | 4–1      | Сан-Марино   |
| --------------------------------- | -------- | ------------ |
| Хакан 37', 89' Орхан 87' Хамі 90' | Протокол | Баччоккі 53' |

| 19 травня, Анкара Глядачів: 22,303 Арбітр: Алі Буджсаїм (ОАЕ) |

| 18 листопада 1992 |

| Англія                              | 4–0      | Туреччина |
| ----------------------------------- | -------- | --------- |
| Гаскойн 16', 61' Ширер 28' Пірс 60' | Протокол |           |

| Вемблі, Лондон Глядачів: 42,984 Арбітр: Бу Карлссон (Швеція) |

| 16 грудня 1992 |

| Туреччина | 1–3      | Нідерланди                     |
| --------- | -------- | ------------------------------ |
| Фейяз 61' | Протокол | Ван Воссен 57', 87' Гулліт 59' |

| Іненю, Стамбул Глядачів: 7,585 Арбітр: Курт Ретлісбергер (Швейцарія) |

| 17 лютого 1993 |

| Англія                                            | 6–0      | Сан-Марино |
| ------------------------------------------------- | -------- | ---------- |
| Платт 13', 24', 67', 83' Палмер 78' Фердінанд 86' | Протокол |            |

| Вемблі, Лондон Глядачів: 51,154 Арбітр: Роже Філіппі (Люксембург) |

| 24 лютого 1993 |

| Нідерланди                  | 3–1      | Туреччина        |
| --------------------------- | -------- | ---------------- |
| Овермарс 4' Вітчге 37', 57' | Протокол | Фейяз 36' (пен.) |

| Галгенвард, Утрехт Глядачів: 13,000 Арбітр: Антоніо Мартін Наваррете (Іспанія) |

| 10 березня 1993 |

| Сан-Марино | 0–0      | Туреччина |
| ---------- | -------- | --------- |
|            | Протокол |           |

| Олімпіко, Серравалле Глядачів: 957 Арбітр: Мішель Піро (Бельгія) |

| 24 березня 1993 |

| Нідерланди                                                                          | 6–0      | Сан-Марино |
| ----------------------------------------------------------------------------------- | -------- | ---------- |
| Ван ден Бром 2' Канті 29' (аг) де Волф 52', 85' Р. де Бур 68' (пен.) Ван Воссен 78' | Протокол |            |

| Галгенвард, Утрехт Глядачів: 12,500 Арбітр: Герд Грабер (Австрія) |

| 31 березня 1993 |

| Туреччина | 0–2      | Англія               |
| --------- | -------- | -------------------- |
|           | Протокол | Платт 7' Гаскойн 45' |

| Ізмір-Ататюрк, Ізмір Глядачів: 35,000 Арбітр: Фабіо Бальдас (Італія) |

| 28 квітня 1993 |

| Англія             | 2–2      | Нідерланди                         |
| ------------------ | -------- | ---------------------------------- |
| Барнс 2' Платт 23' | Протокол | Бергкамп 34' Ван Воссен 85' (пен.) |

| Вемблі, Лондон Глядачів: 73,163 Арбітр: Петер Міккельсен (Данія) |

| 28 квітня 1993 |

| Норвегія                                    | 3–1      | Туреччина |
| ------------------------------------------- | -------- | --------- |
| Рекдаль 14' (пен.) Фйортофт 17' Якобсен 55' | Протокол | Фейяз 57' |

| Уллевол, Осло Глядачів: 21,530 Арбітр: Ганс-Юрген Вебер (Німеччина) |

| 28 квітня 1993 |

| Польща     | 1–0      | Сан-Марино |
| ---------- | -------- | ---------- |
| Furtok 70' | Протокол |            |

| Міський стадіон, Лодзь Глядачів: 20,000 Арбітр: Леслі Моттрем (Шотландія) |

| 19 травня 1993 |

| Сан-Марино | 0–3      | Польща                        |
| ---------- | -------- | ----------------------------- |
|            | Протокол | Лесняк 52', 80' К. Важиха 56' |

| ОЛімпіко, Серравалле Глядачів: 1,223 Арбітр: Пларент Котер'я (Албанія) |

| 29 травня 1993 |

| Польща      | 1–1      | Англія      |
| ----------- | -------- | ----------- |
| Адамчук 36' | Протокол | І. Райт 84' |

| Сілезький стадіон, Хожув Глядачів: 60,000 Арбітр: Серж Мументалер (Швейцарія) |

| 2 червня 1993 |

| Норвегія                   | 2–0      | Англія |
| -------------------------- | -------- | ------ |
| Леонардсен 43' Богінен 48' | Протокол |        |

| Уллевол, Осло Глядачів: 22,256 Арбітр: Шандор Пуль (Угорщина) |

| 9 червня 1993 |

| Нідерланди | 0–0      | Норвегія |
| ---------- | -------- | -------- |
|            | Протокол |          |

| Феєнорд, Роттердам Глядачів: 42,600 Арбітр: Вассіліос Нікакіс (Греція) |

| 8 вересня 1993 |

| Англія                            | 3–0      | Польща |
| --------------------------------- | -------- | ------ |
| Фердінанд 5' Гаскойн 49' Пірс 53' | Протокол |        |

| Вемблі, Лондон Глядачів: 71,220 Арбітр: Франс Ван ден Вейнгарт (Бельгія) |

| 22 вересня 1993 |

| Норвегія | 1–0      | Польща |
| -------- | -------- | ------ |
| Flo 55'  | Протокол |        |

| Уллевол, Осло Глядачів: 21,968 Арбітр: П'єрлуїджі Пайретто (Італія) |

| 22 вересня 1993 |

| Сан-Марино | 0–7      | Нідерланди                                                          |
| ---------- | -------- | ------------------------------------------------------------------- |
|            | Протокол | Босман 1', 66', 76' Йонк 21', 43' Р. де Бур 51' Р. Куман 79' (пен.) |

| Ренато Даль'Ара, Болонья Глядачів: 3,340 Арбітр: Чарлз Агіус (Мальта) |

| 13 жовтня 1993 |

| Нідерланди                | 2–0      | Англія |
| ------------------------- | -------- | ------ |
| Р. Куман 62' Бергкамп 68' | Протокол |        |

| Феєнорд, Роттердам Глядачів: 48,000 Арбітр: Карл-Йозеф Ассенмахер (Німеччина) |

| 13 жовтня 1993 |

| Польща | 0–3      | Норвегія                        |
| ------ | -------- | ------------------------------- |
|        | Протокол | Флу 61' Фйортофт 63' Йонсен 89' |

| Міський стадіон, Познань Глядачів: 11,000 Арбітр: Вацлав Крондль (Чехословаччина) |

| 27 жовтня 1993 |

| Туреччина               | 2–1      | Польща        |
| ----------------------- | -------- | ------------- |
| Хакан 52' К. Бюлент 67' | Протокол | Ковальчик 18' |

| Іненю, Стамбул Глядачів: 8,326 Арбітр: Альфред Візер (Австрія) |

| 10 листопада 1993 |

| Туреччина        | 2–1      | Норвегія    |
| ---------------- | -------- | ----------- |
| Ертугрул 5', 26' | Протокол | Богінен 48' |

| Шюкрю Сараджоглу, Стамбул Глядачів: 12,000 Арбітр: Сергій Хусаїнов (Росія) |

| 17 листопада 1993 |

| Польща     | 1–3      | Нідерланди                      |
| ---------- | -------- | ------------------------------- |
| Лесняк 14' | Протокол | Бергкамп 10', 56' Р. де Бур 88' |

| Міський стадіон, Познань Глядачів: 17,000 Арбітр: Лейф Сундель (Швеція) |

| 17 листопада 1993 |

| Сан-Марино   | 1–7      | Англія                                                |
| ------------ | -------- | ----------------------------------------------------- |
| Гвалтьєрі 1' | Протокол | І. Райт 34', 46', 78', 90' Інс 22', 73' Фердінанд 38' |

| Ренато Даль'Ара, Болонья Глядачів: 2,378 Арбітр: Абдулла Мохамед Назрі (Малайзія) |

### Група 3
| Поз | Команда           | І  | В | Н | П | ГЗ | ГП | РГ  | О  | Кваліфікація                            |     | ESP | IRL | DEN | NIR | LTU | LVA | ALB |
| --- | ----------------- | -- | - | - | - | -- | -- | --- | -- | --------------------------------------- | --- | --- | --- | --- | --- | --- | --- | --- |
| 1   | Іспанія           | 12 | 8 | 3 | 1 | 27 | 4  | +23 | 19 | Вихід на Чемпіонат світу з футболу 1994 |     | —   | 0–0 | 1–0 | 3–1 | 5–0 | 5–0 | 3–0 |
| 2   | Ірландія          | 12 | 7 | 4 | 1 | 19 | 6  | +13 | 18 | Вихід на Чемпіонат світу з футболу 1994 |     | 1–3 | —   | 1–1 | 3–0 | 2–0 | 4–0 | 2–0 |
| 3   | Данія             | 12 | 7 | 4 | 1 | 15 | 2  | +13 | 18 |                                         |     | 1–0 | 0–0 | —   | 1–0 | 4–0 | 2–0 | 4–0 |
| 4   | Північна Ірландія | 12 | 5 | 3 | 4 | 14 | 13 | +1  | 13 |                                         | 0–0 | 1–1 | 0–1 | —   | 2–2 | 2–0 | 3–0 |     |
| 5   | Литва             | 12 | 2 | 3 | 7 | 8  | 21 | −13 | 7  |                                         | 0–2 | 0–1 | 0–0 | 0–1 | —   | 1–1 | 3–1 |     |
| 6   | Латвія            | 12 | 0 | 5 | 7 | 4  | 21 | −17 | 5  |                                         | 0–0 | 0–2 | 0–0 | 1–2 | 1–2 | —   | 0–0 |     |
| 7   | Албанія           | 12 | 1 | 2 | 9 | 6  | 26 | −20 | 4  |                                         | 1–5 | 1–2 | 0–1 | 1–2 | 1–0 | 1–1 | —   |     |

#### Результати
| 22 квітня 1992 |

| Іспанія                       | 3–0      | Албанія |
| ----------------------------- | -------- | ------- |
| Мічел 2', 66' (пен.) Єрро 87' | Протокол |         |

| Беніто Вільямарін, Севілья Глядачів: 10,000 Арбітр: Серж Мументалер (Швейцарія) |

| 28 квітня 1992 |

| Північна Ірландія      | 2–2      | Литва                        |
| ---------------------- | -------- | ---------------------------- |
| Вілсон 13' Таггарт 16' | Протокол | Нарбековас 41' Фрідрікас 48' |

| Віндзор Парк, Белфаст Глядачів: 4,500 Арбітр: Руне Педерсен (Норвегія) |

| 26 травня 1992 |

| Ірландія                | 2–0      | Албанія |
| ----------------------- | -------- | ------- |
| Олдрідж 60' Макграт 80' | Протокол |         |

| Ленсдаун Роуд, Дублін Глядачів: 29,727 Арбітр: Яп Уйленберг (Нідерланди) |

| 3 червня 1992 |

| Албанія   | 1–0      | Литва |
| --------- | -------- | ----- |
| Абазі 77' | Протокол |       |

| Кемаль Стафа, Тирана Глядачів: 12,000 Арбітр: Октавіан Стренг (Румунія) |

| 12 серпня 1992 |

| Латвія      | 1–2      | Литва                      |
| ----------- | -------- | -------------------------- |
| Лінардс 15' | Протокол | Подеріс 66' Терешкінас 85' |

| Даугава, Рига Глядачів: 6,897 Арбітр: Йозеф Марко (Чехословаччина) |

| 26 серпня 1992 |

| Латвія | 0–0      | Данія |
| ------ | -------- | ----- |
|        | Протокол |       |

| Даугава, Рига Глядачів: 8,124 Арбітр: Альфред Візер (Австрія) |

| 9 вересня 1992 |

| Ірландія                              | 4–0      | Латвія |
| ------------------------------------- | -------- | ------ |
| Шиді 30' Олдрідж 59', 82' (пен.), 86' | Протокол |        |

| Ленсдаун Роуд, Дублін Глядачів: 32,000 Арбітр: Андерс Фріск (Швеція) |

| 9 вересня 1992 |

| Північна Ірландія                 | 3–0      | Албанія |
| --------------------------------- | -------- | ------- |
| Кларк 14' Вілсон 31' Мегілтон 44' | Протокол |         |

| Віндзор Парк, Белфаст Глядачів: 4,756 Арбітр: Марнікс Сандра (Бельгія) |

| 23 вересня 1992 |

| Латвія | 0–0      | Іспанія |
| ------ | -------- | ------- |
|        | Протокол |         |

| Даугава, Рига Глядачів: 6,220 Арбітр: Роже Філіппі (Люксембург) |

| 23 вересня 1992 |

| Литва | 0–0      | Данія |
| ----- | -------- | ----- |
|       | Протокол |       |

| Жальгіріс, Вільнюс Глядачів: 10,500 Арбітр: Любе Спасов (Болгарія) |

| 14 жовтня 1992 |

| Данія | 0–0      | Ірландія |
| ----- | -------- | -------- |
|       | Протокол |          |

| Паркен, Копенгаген Глядачів: 40,100 Арбітр: Ришард Вуйцик (Польща) |

| 14 жовтня 1992 |

| Північна Ірландія | 0–0      | Іспанія |
| ----------------- | -------- | ------- |
|                   | Протокол |         |

| Віндзор Парк, Белфаст Глядачів: 10,343 Арбітр: Гельмут Круг (Німеччина) |

| 28 жовтня 1992 |

| Литва         | 1–1      | Латвія      |
| ------------- | -------- | ----------- |
| Фрідрікас 85' | Протокол | Лінардс 44' |

| Жальгіріс, Вільнюс Глядачів: 4,000 Арбітр: Ендрю Водделл (Шотландія) |

| 11 листопада 1992 |

| Албанія  | 1–1      | Латвія        |
| -------- | -------- | ------------- |
| Кепа 67' | Протокол | Алексеєнко 3' |

| Кемаль Стафа, Тирана Глядачів: 3,500 Арбітр: Гергард Капль (Австрія) |

| 18 листопада 1992 |

| Північна Ірландія | 0–1      | Данія         |
| ----------------- | -------- | ------------- |
|                   | Протокол | Г. Ларсен 51' |

| Віндзор Парк, Белфаст Глядачів: 11,000 Арбітр: Шандор Пуль (Угорщина) |

| 18 листопада 1992 |

| Іспанія | 0–0      | Ірландія |
| ------- | -------- | -------- |
|         | Протокол |          |

| Рамон Санчес Пісхуан, Севілья Глядачів: 50,000 Арбітр: Альфонс Константін (Бельгія) |

| 16 грудня 1992 |

| Іспанія                                                    | 5–0      | Латвія |
| ---------------------------------------------------------- | -------- | ------ |
| Бакеро 49' Гвардіола 51' Альфонсо 80' Беґірістайн 82', 83' | Протокол |        |

| Рамон Санчес Пісхуан, Севілья Глядачів: 19,000 Арбітр: Йон Кречунеску (Румунія) |

| 17 лютого 1993 |

| Албанія     | 1–2      | Північна Ірландія         |
| ----------- | -------- | ------------------------- |
| Рракллі 90' | Протокол | Донагі 15' Макдональд 41' |

| Кемаль Стафа, Тирана Глядачів: 7,000 Арбітр: Васелин Богданов (Болгарія) |

| 24 лютого 1993 |

| Іспанія                                                              | 5–0      | Литва |
| -------------------------------------------------------------------- | -------- | ----- |
| Крістобаль 5' Бакеро 12' Беґірістайн 17' Крістіансен 86' Альдана 90' | Протокол |       |

| Беніто Вільямарін, Севілья Глядачів: 20,000 Арбітр: Альфред Міккалеф (Мальта) |

| 31 березня 1993 |

| Данія        | 1–0      | Іспанія |
| ------------ | -------- | ------- |
| Поульсен 20' | Протокол |         |

| Паркен, Копенгаген Глядачів: 40,272 Арбітр: Маріо ван дер Енде (Нідерланди) |

| 31 березня 1993 |

| Ірландія                           | 3–0      | Північна Ірландія |
| ---------------------------------- | -------- | ----------------- |
| Таунсенд 20' Куїнн 22' Стонтон 28' | Протокол |                   |

| Ленсдаун Роуд, Дублін Глядачів: 33,000 Арбітр: Курт Ретлісбергер (Швейцарія) |

| 14 квітня 1993 |

| Данія                     | 2–0      | Латвія |
| ------------------------- | -------- | ------ |
| Вільфорт 23' Струдаль 76' | Протокол |        |

| Паркен, Копенгаген Глядачів: 29,000 Арбітр: Руне Педерсен (Норвегія) |

| 14 квітня 1993 |

| Литва                                           | 3–1      | Албанія       |
| ----------------------------------------------- | -------- | ------------- |
| Балтушнікас 20' Сукристовас 25' Баранаускас 63' | Протокол | Демолларі 86' |

| Жальгіріс, Вільнюс Глядачів: 7,000 Арбітр: Ейолфур Олафссон (Ісландія) |

| 28 квітня 1993 |

| Ірландія  | 1–1      | Данія        |
| --------- | -------- | ------------ |
| Куїнн 75' | Протокол | Вільфорт 27' |

| Ленсдаун Роуд, Дублін Глядачів: 33,000 Арбітр: Ремі Аррель (Франція) |

| 28 квітня 1993 |

| Іспанія                      | 3–1      | Північна Ірландія |
| ---------------------------- | -------- | ----------------- |
| Х. Салінас 21', 26' Єрро 41' | Протокол | Вілсон 11'        |

| Беніто Вільямарін, Севілья Глядачів: 20,000 Арбітр: Лейф Сундель (Швеція) |

| 15 травня 1993 |

| Латвія | 0–0      | Албанія |
| ------ | -------- | ------- |
|        | Протокол |         |

| Даугава, Рига Глядачів: 3,100 Арбітр: Алан Говеллс (Уельс) |

| 25 травня 1993 |

| Литва | 0–1      | Північна Ірландія |
| ----- | -------- | ----------------- |
|       | Протокол | Дауї 8'           |

| Жальгіріс, Вільнюс Глядачів: 6,500 Арбітр: Еса Палсі (Фінляндія) |

| 26 травня 1993 |

| Албанія  | 1–2                                          | Ірландія                  |
| -------- | -------------------------------------------- | ------------------------- |
| Кушта 8' | Протокол[недоступне посилання з лютого 2019] | Стонтон 12' Каскаріно 77' |

| Кемаль Стафа, Тирана Глядачів: 7,000 Арбітр: Вальтер Чинчиріпіні (Італія) |

| 2 червня 1993 |

| Данія                                    | 4–0      | Албанія |
| ---------------------------------------- | -------- | ------- |
| Й. Єнсен 11' Пінгель 20', 40' Меллер 28' | Протокол |         |

| Паркен, Копенгаген Глядачів: 39,503 Арбітр: Герд Грабер (Австрія) |

| 2 червня 1993 |

| Латвія      | 1–2      | Північна Ірландія       |
| ----------- | -------- | ----------------------- |
| Лінардс 55' | Протокол | Мегілтон 4' Таггарт 15' |

| Даугава, Рига Глядачів: 2,764 Арбітр: Пйотр Вернер (Польща) |

| 2 червня 1993 |

| Литва | 0–2      | Іспанія          |
| ----- | -------- | ---------------- |
|       | Протокол | Герреро 73', 77' |

| Жальгіріс, Вільнюс Глядачів: 4,500 Арбітр: Георге Йонеску (Румунія) |

| 9 червня 1993 |

| Латвія | 0–2      | Ірландія                |
| ------ | -------- | ----------------------- |
|        | Протокол | Олдрідж 14' Макграт 42' |

| Даугава, Рига Глядачів: 5,113 Арбітр: Дік Йол (Нідерланди) |

| 16 червня 1993 |

| Литва | 0–1      | Ірландія    |
| ----- | -------- | ----------- |
|       | Протокол | Стонтон 38' |

| Жальгіріс, Вільнюс Глядачів: 7,000 Арбітр: Роже Філіппі (Люксембург) |

| 25 серпня 1993 |

| Данія                                                 | 4–0      | Литва |
| ----------------------------------------------------- | -------- | ----- |
| Л. Ольсен 13' Пінгель 44' Б. Лаудруп 64' Вільфорт 71' | Протокол |       |

| Паркен, Копенгаген Глядачів: 40,282 Арбітр: Брагі Бергманн (Ісландія) |

| 8 вересня 1993 |

| Албанія | 0–1      | Данія       |
| ------- | -------- | ----------- |
|         | Протокол | Пінгель 63' |

| Кемаль Стафа, Тирана Глядачів: 8,000 Арбітр: Лоізос Лоізу (Кіпр) |

| 8 вересня 1993 |

| Ірландія                | 2–0      | Литва |
| ----------------------- | -------- | ----- |
| Олдрідж 4' Кернахан 25' | Протокол |       |

| Ленсдаун Роуд, Дублін Глядачів: 33,000 Арбітр: Руне Педерсен (Норвегія) |

| 8 вересня 1993 |

| Північна Ірландія  | 2–0      | Латвія |
| ------------------ | -------- | ------ |
| Квінн 35' Грей 80' | Протокол |        |

| Віндзор Парк, Белфаст Глядачів: 6,400 Арбітр: Жуан Пінту Коррея (Португалія) |

| 22 вересня 1993 |

| Албанія   | 1–5      | Іспанія                                       |
| --------- | -------- | --------------------------------------------- |
| Кушта 40' | Протокол | Х. Салінас 4', 30', 58' Тоні 18' Камінеро 67' |

| Кемаль Стафа, Тирана Глядачів: 3,000 Арбітр: Ремі Аррель (Франція) |

| 13 жовтня 1993 |

| Данія          | 1–0      | Північна Ірландія |
| -------------- | -------- | ----------------- |
| Б. Лаудруп 83' | Протокол |                   |

| Паркен, Копенгаген Глядачів: 40,242 Арбітр: Вадим Жук (Білорусь) |

| 13 жовтня 1993 |

| Ірландія    | 1–3      | Іспанія                          |
| ----------- | -------- | -------------------------------- |
| Шерідан 72' | Протокол | Камінеро 11' Х. Салінас 14', 26' |

| Ленсдаун Роуд, Дублін Глядачів: 33,000 Арбітр: Фабіо Бальдас (Італія) |

| 17 листопада 1993 |

| Північна Ірландія | 1–1      | Ірландія      |
| ----------------- | -------- | ------------- |
| Квінн 74'         | Протокол | Маклафлін 78' |

| Віндзор Парк, Белфаст Глядачів: 10,500 Арбітр: Ахмет Чакар (Туреччина) |

| 17 листопада 1993 |

| Іспанія  | 1–0      | Данія |
| -------- | -------- | ----- |
| Єрро 63' | Протокол |       |

| Рамон Санчес Пісхуан, Севілья Глядачів: 38,000 Арбітр: Васіліос Нікакіс (Греція) |

### Група 4
| Поз | Команда           | І  | В | Н | П  | ГЗ | ГП | РГ  | О  | Кваліфікація                            |     | ROU | BEL | RCS | WAL | CYP | FRO |
| --- | ----------------- | -- | - | - | -- | -- | -- | --- | -- | --------------------------------------- | --- | --- | --- | --- | --- | --- | --- |
| 1   | Румунія           | 10 | 7 | 1 | 2  | 29 | 12 | +17 | 15 | Вихід на Чемпіонат світу з футболу 1994 |     | —   | 2–1 | 1–1 | 5–1 | 2–1 | 7–0 |
| 2   | Бельгія           | 10 | 7 | 1 | 2  | 16 | 5  | +11 | 15 | Вихід на Чемпіонат світу з футболу 1994 |     | 1–0 | —   | 0–0 | 2–0 | 1–0 | 3–0 |
| 3   | Чехословаччина    | 10 | 4 | 5 | 1  | 21 | 9  | +12 | 13 |                                         |     | 5–2 | 1–2 | —   | 1–1 | 3–0 | 4–0 |
| 4   | Уельс             | 10 | 5 | 2 | 3  | 19 | 12 | +7  | 12 |                                         | 1–2 | 2–0 | 2–2 | —   | 2–0 | 6–0 |     |
| 5   | Кіпр              | 10 | 2 | 1 | 7  | 8  | 18 | −10 | 5  |                                         | 1–4 | 0–3 | 1–1 | 0–1 | —   | 3–1 |     |
| 6   | Фарерські острови | 10 | 0 | 0 | 10 | 1  | 38 | −37 | 0  |                                         | 0–4 | 0–3 | 0–3 | 0–3 | 0–2 | —   |     |

#### Результати
| 22 квітня 1992 |

| Бельгія      | 1–0      | Кіпр |
| ------------ | -------- | ---- |
| Вільмотс 24' | Протокол |      |

| Констант Ванден Сток, Брюссель Глядачів: 15,314 Арбітр: Мануель Діас Вега (Іспанія) |

| 6 травня 1992 |

| Румунія                                                               | 7–0      | Фарерські острови |
| --------------------------------------------------------------------- | -------- | ----------------- |
| Балінт 4', 40', 78' Хаджі 14' Лекетуш 28' (пен.) Лупеску 44' Пане 55' | Протокол |                   |

| Генчя, Бухарест Глядачів: 10,000 Арбітр: Васіліос Нікакіс (Греція) |

| 20 травня 1992 |

| Румунія                                  | 5–1      | Уельс   |
| ---------------------------------------- | -------- | ------- |
| Хаджі 5', 35' Лупеску 7', 24' Балінт 31' | Протокол | Раш 50' |

| Генчя, Бухарест Глядачів: 23,000 Арбітр: Фабіо Бальдас (Італія) |

| 3 червня 1992 |

| Фарерські острови | 0–3      | Бельгія                      |
| ----------------- | -------- | ---------------------------- |
|                   | Протокол | Альбер 30' Вільмотс 65', 71' |

| Свангаскар, Тофтір Глядачів: 5,156 Арбітр: Леслі Моттрем (Шотландія) |

| 16 червня 1992 |

| Фарерські острови | 0–2      | Кіпр                        |
| ----------------- | -------- | --------------------------- |
|                   | Протокол | Сотіріу 30' Папавасілею 58' |

| Свангаскар, Тофтір Глядачів: 4,129 Арбітр: Леслі Ірвайн (Північна Ірландія) |

| 2 вересня 1992 |

| Чехословаччина | 1–2      | Бельгія                           |
| -------------- | -------- | --------------------------------- |
| Кадлець 77'    | Протокол | Хованець 45' (аг) Чернятинскі 83' |

| Стадіон Евжена Рошицького, Прага Глядачів: 10,500 Арбітр: Курт Ретлісбергер (Швейцарія) |

| 9 вересня 1992 |

| Уельс                                              | 6–0      | Фарерські острови |
| -------------------------------------------------- | -------- | ----------------- |
| Раш 5', 64', 89' Сондерс 28' Бовен 37' Блекмор 71' | Протокол |                   |

| Кардіфф Армс Парк, Кардіфф Глядачів: 7,000 Арбітр: Жорже Короаду (Португалія) |

| 23 вересня 1992 |

| Чехословаччина                                  | 4–0      | Фарерські острови |
| ----------------------------------------------- | -------- | ----------------- |
| Немечек 23' Кука 84', 86' Дубовський 90' (пен.) | Протокол |                   |

| Вшешпортови ареал, Кошиці Глядачів: 16,278 Арбітр: Ахмет Чакар (Туреччина) |

| 14 жовтня 1992 |

| Бельгія    | 1–0      | Румунія |
| ---------- | -------- | ------- |
| Смідтс 27' | Протокол |         |

| Констант Ванден Сток, Брюссель Глядачів: 21,000 Арбітр: П'єрлуїджі Пайретто (Італія) |

| 14 жовтня 1992 |

| Кіпр | 0–1      | Уельс    |
| ---- | -------- | -------- |
|      | Протокол | Г'юз 51' |

| Макаріо, Нікосія Глядачів: 12,000 Арбітр: Ласло Вагнер (Угорщина) |

| 14 листопада 1992 |

| Румунія        | 1–1      | Чехословаччина     |
| -------------- | -------- | ------------------ |
| Думітреску 49' | Протокол | Немечек 82' (пен.) |

| Генчя, Бухарест Глядачів: 28,000 Арбітр: Джо Ворралл (Англія) |

| 18 листопада 1992 |

| Бельгія                | 2–0      | Уельс |
| ---------------------- | -------- | ----- |
| Сталенс 53' Дегріз 58' | Протокол |       |

| Констант Ванден Сток, Брюссель Глядачів: 21,000 Арбітр: Ян Дамгорд (Данія) |

| 29 листопада 1992 |

| Кіпр              | 1–4      | Румунія                                      |
| ----------------- | -------- | -------------------------------------------- |
| Піттас 39' (пен.) | Протокол | Попеску 4' Редучою 36' Хаджі 73' Hanganu 86' |

| Антоніс Пападопулос, Ларнака Глядачів: 3,000 Арбітр: Неджі Жуїні (Туніс) |

| 13 лютого 1993 |

| Кіпр | 0–3      | Бельгія                |
| ---- | -------- | ---------------------- |
|      | Протокол | Шифо 2', 5' Альбер 87' |

| Макаріо, Нікосія Глядачів: 3,000 Арбітр: П'єро Чеккаріні (Італія) |

| 24 березня 1993 |

| Кіпр        | 1–1      | Чехословаччина |
| ----------- | -------- | -------------- |
| Сотіріу 47' | Протокол | Моравчик 33'   |

| Циріон, Лімасол Глядачів: 2,000 Арбітр: Жозе Мендеш Праташ (Португалія) |

| 31 березня 1993 |

| Уельс             | 2–0      | Бельгія |
| ----------------- | -------- | ------- |
| Гіггз 18' Раш 39' | Протокол |         |

| Кардіфф Армс Парк, Кардіфф Глядачів: 27,002 Арбітр: Арон Шмідгубер (Німеччина) |

| 14 квітня 1993 |

| Румунія             | 2–1      | Кіпр        |
| ------------------- | -------- | ----------- |
| Думітреску 33', 55' | Протокол | Сотіріу 23' |

| Генчя, Бухарест Глядачів: 17,000 Арбітр: Альфред Візер (Австрія) |

| 25 квітня 1993 |

| Кіпр                               | 3–1      | Фарерські острови |
| ---------------------------------- | -------- | ----------------- |
| Хіурупас 7' Сотіріу 43' Іоанну 75' | Протокол | Арге 82'          |

| Циріон, Лімасол Глядачів: 4,000 Арбітр: Хаїм Липкович (Ізраїль) |

| 28 квітня 1993 |

| Чехословаччина | 1–1      | Уельс    |
| -------------- | -------- | -------- |
| Латал 41'      | Протокол | Г'юз 31' |

| Базали, Острава Глядачів: 7,000 Арбітр: Жоель Кінью (Франція) |

| 22 травня 1993 |

| Бельгія                           | 3–0      | Фарерські острови |
| --------------------------------- | -------- | ----------------- |
| Вільмотс 33', 76' Шифо 50' (пен.) | Протокол |                   |

| Констант Ванден Сток, Брюссель Глядачів: 20,641 Арбітр: Брендан Шорт (Північна of Ірландія) |

| 2 червня 1993 |

| Чехословаччина                                 | 5–2      | Румунія          |
| ---------------------------------------------- | -------- | ---------------- |
| Врабець 13' Латал 37' Дубовський 58', 84', 90' | Протокол | Редучою 26', 55' |

| Вшешпортови ареал, Кошиці Глядачів: 15,000 Арбітр: Кім Мільтон Нільсен (Данія) |

| 6 червня 1993 |

| Фарерські острови | 0–3      | Уельс                       |
| ----------------- | -------- | --------------------------- |
|                   | Протокол | Сондерс 22' Янг 31' Раш 69' |

| Свангаскар, Тофтір Глядачів: 4,209 Арбітр: Вадим Жук (Білорусь) |

| 16 червня 1993 |

| Фарерські острови | 0–3      | Чехословаччина             |
| ----------------- | -------- | -------------------------- |
|                   | Протокол | Гашек 3' Поштулка 38', 44' |

| Свангаскар, Тофтір Глядачів: 1,000 Арбітр: Стівен Лодж (Англія) |

| 8 вересня 1993 |

| Уельс             | 2–2      | Чехословаччина          |
| ----------------- | -------- | ----------------------- |
| Гіггз 21' Раш 35' | Протокол | Кука 16' Дубовський 67' |

| Кардіфф Армс Парк, Кардіфф Глядачів: 37,558 Арбітр: Хуан Ансуатегі Рока (Іспанія) |

| 8 вересня 1993 |

| Фарерські острови | 0–4      | Румунія                    |
| ----------------- | -------- | -------------------------- |
|                   | Протокол | Редучою 23', 58', 60', 76' |

| Свангаскар, Тофтір Глядачів: 2,724 Арбітр: Вадим Шевченко (Україна) |

| 13 жовтня 1993 |

| Румунія                           | 2–1      | Бельгія         |
| --------------------------------- | -------- | --------------- |
| Редучою 67' (пен.) Думітреску 85' | Протокол | Шифо 88' (пен.) |

| Генчя, Бухарест Глядачів: 38,000 Арбітр: Шандор Пуль (Угорщина) |

| 13 жовтня 1993 |

| Уельс               | 2–0      | Кіпр |
| ------------------- | -------- | ---- |
| Сондерс 70' Раш 86' | Протокол |      |

| Кардіфф Армс Парк, Кардіфф Глядачів: 30,825 Арбітр: Філіп Дон (Англія) |

| 27 жовтня 1993 |

| Чехословаччина                         | 3–0      | Кіпр |
| -------------------------------------- | -------- | ---- |
| Дубовський 11' Гапал 23' Скугравий 77' | Протокол |      |

| Вшешпортови ареал, Кошиці Глядачів: 16,602 Арбітр: Любе Спасов (Болгарія) |

| 17 листопада 1993 |

| Уельс       | 1–2      | Румунія               |
| ----------- | -------- | --------------------- |
| Сондерс 61' | Протокол | Хаджі 32' Редучою 83' |

| Кардіфф Армс Парк, Кардіфф Глядачів: 40,000 Арбітр: Курт Ретлісбергер (Швейцарія) |

| 17 листопада 1993 |

| Бельгія | 0–0      | Чехословаччина |
| ------- | -------- | -------------- |
|         | Протокол |                |

| Констант Ванден Сток, Брюссель Глядачів: 21,000 Арбітр: Гельмут Круг (Німеччина) |

### Група 5
| Поз | Команда              | І | В | Н | П | ГЗ | ГП | РГ  | О  | Кваліфікація                            |     | GRE | RUS | ISL | HUN | LUX | YUG |
| --- | -------------------- | - | - | - | - | -- | -- | --- | -- | --------------------------------------- | --- | --- | --- | --- | --- | --- | --- |
| 1   | Греція               | 8 | 6 | 2 | 0 | 10 | 2  | +8  | 14 | Вихід на Чемпіонат світу з футболу 1994 |     | —   | 1–0 | 1–0 | 0–0 | 2–0 | –   |
| 2   | Росія                | 8 | 5 | 2 | 1 | 15 | 4  | +11 | 12 | Вихід на Чемпіонат світу з футболу 1994 |     | 1–1 | —   | 1–0 | 3–0 | 2–0 | –   |
| 3   | Ісландія             | 8 | 3 | 2 | 3 | 7  | 6  | +1  | 8  |                                         |     | 0–1 | 1–1 | —   | 2–0 | 1–0 | –   |
| 4   | Угорщина             | 8 | 2 | 1 | 5 | 6  | 11 | −5  | 5  |                                         | 0–1 | 1–3 | 1–2 | —   | 1–0 | –   |     |
| 5   | Люксембург           | 8 | 0 | 1 | 7 | 2  | 17 | −15 | 1  |                                         | 1–3 | 0–4 | 1–1 | 0–3 | —   | –   |     |
| 6   | Сербія та Чорногорія | 0 | 0 | 0 | 0 | 0  | 0  | 0   | 0  | Дискваліфікація через санкції ООН       |     | –   | –   | –   | –   | –   | —   |

#### Результати
| 13 травня 1992 |

| Греція           | 1 – 0    | Ісландія |
| ---------------- | -------- | -------- |
| Софіянопулос 25' | Протокол |          |

| Олімпійський стадіон, Афіни Глядачів: 2,874 Арбітр: Карл-Йозеф Ассенмахер (Німеччина) |

| 3 червня 1992 |

| Угорщина    | 1 – 2    | Ісландія                    |
| ----------- | -------- | --------------------------- |
| К. Ковач 3' | Протокол | Ерлюгссон 51' Магнуссон 73' |

| Ференц Пушкаш, Будапешт Глядачів: 11,000 Арбітр: Анджело Амендолія (Італія) |

| 9 вересня 1992 |

| Люксембург | 0 – 3    | Угорщина                     |
| ---------- | -------- | ---------------------------- |
|            | Протокол | Детарі 15' К. Ковач 53', 78' |

| Жозі Бартель, Люксембург Глядачів: 3,026 Арбітр: Лоізос Лоізу (Кіпр) |

| 7 жовтня 1992 |

| Ісландія | 0 – 1    | Греція           |
| -------- | -------- | ---------------- |
|          | Протокол | П. Цалухідіс 61' |

| Лаугардалсволлур, Рейк'явік Глядачів: 4,973 Арбітр: Говард Кінг (Уельс) |

| 14 жовтня 1992 |

| Росія    | 1 – 0    | Ісландія |
| -------- | -------- | -------- |
| Юран 65' | Протокол |          |

| Лужники, Москва Глядачів: 18,000 Арбітр: Любе Спасов (Болгарія) |

| 28 жовтня 1992 |

| Росія                | 2 – 0    | Люксембург |
| -------------------- | -------- | ---------- |
| Юран 5' Радченко 24' | Протокол |            |

| Лужники, Москва Глядачів: 1,750 Арбітр: Ілкка Кого (Фінляндія) |

| 11 листопада 1992 |

| Греція | 0 – 0    | Угорщина |
| ------ | -------- | -------- |
|        | Протокол |          |

| Кафтанзогліо, Салоніки Глядачів: 35,367 Арбітр: Філіп Дон (Англія) |

| 17 лютого 1993 |

| Греція                                | 2 – 0    | Люксембург |
| ------------------------------------- | -------- | ---------- |
| Дімітріадіс 30' (пен.) Мітропулос 65' | Протокол |            |

| Олімпійський стадіон, Афіни Глядачів: 36,256 Арбітр: Вацлав Крондль (Чехія) |

| 31 березня 1993 |

| Угорщина | 0 – 1    | Греція                 |
| -------- | -------- | ---------------------- |
|          | Протокол | Апостолакіс 70' (пен.) |

| Непстадіон, Будапешт Глядачів: 20,000 Арбітр: Гельмут Круг (Німеччина) |

| 14 квітня 1993 |

| Люксембург | 0 – 4    | Росія                                     |
| ---------- | -------- | ----------------------------------------- |
|            | Протокол | Кир'яков 11', 46' Шалімов 58' Кульков 90' |

| Мунісіпаль, Люксембург Глядачів: 3,180 Арбітр: Алан Снодді (Північна Ірландія) |

| 28 квітня 1993 |

| Росія                                  | 3 – 0    | Угорщина |
| -------------------------------------- | -------- | -------- |
| Канчельскіс 55' Коливанов 60' Юран 85' | Протокол |          |

| Лужники, Москва Глядачів: 25,000 Арбітр: Гі Гуталс (Бельгія) |

| 20 травня 1993 |

| Люксембург         | 1 – 1    | Ісландія      |
| ------------------ | -------- | ------------- |
| Біргіссон 70' (аг) | Протокол | Гудйонсен 40' |

| Мунісіпаль, Люксембург Глядачів: 1,965 Арбітр: Жорже Монтейру Короаду (Португалія) |

| 23 травня 1993 |

| Росія                     | 1 – 1    | Греція         |
| ------------------------- | -------- | -------------- |
| Добровольський 70' (пен.) | Протокол | Мітропулос 45' |

| Лужники, Москва Глядачів: 35,000 Арбітр: Петер Міккельсен (Данія) |

| 2 червня 1993 |

| Ісландія      | 1 – 1    | Росія        |
| ------------- | -------- | ------------ |
| Сверіссон 25' | Протокол | Кир'яков 38' |

| Лаугардалсволлур, Рейк'явік Глядачів: 3,308 Арбітр: Леслі Моттрем (Шотландія) |

| 16 червня 1993 |

| Ісландія                    | 2 – 0    | Угорщина |
| --------------------------- | -------- | -------- |
| Сверіссон 13' Гудйонсен 77' | Протокол |          |

| Лаугардалсволлур, Рейк'явік Глядачів: 2,755 Арбітр: Пемі Аррель (Франція) |

| 8 вересня 1993 |

| Угорщина  | 1 – 3    | Росія                                    |
| --------- | -------- | ---------------------------------------- |
| Клаус 20' | Протокол | П'ятницький 14' Кир'яков 53' Бородюк 89' |

| Іллеї уті, Будапешт Глядачів: 6,000 Арбітр: Георге Константін (Румунія) |

| 8 вересня 1993 |

| Ісландія        | 1 – 0    | Люксембург |
| --------------- | -------- | ---------- |
| Інгольфссон 61' | Протокол |            |

| Лаугардалсволлур, Рейк'явік Глядачів: 3,969 Арбітр: Немус Дьюргус (Фарерські острови) |

| 12 жовтня 1993 |

| Люксембург  | 1 – 3    | Греція                                   |
| ----------- | -------- | ---------------------------------------- |
| Фанеллі 82' | Протокол | Махлас 31' Апостолакіс 63' Саравакос 71' |

| Мунісіпаль, Люксембург Глядачів: 2,538 Арбітр: Ендрю Водделл (Шотландія) |

| 27 жовтня 1993 |

| Угорщина   | 1 – 0    | Люксембург |
| ---------- | -------- | ---------- |
| Детарі 20' | Протокол |            |

| Іллеї уті, Будапешт Глядачів: 1,500 Арбітр: Огуз Сарван (Туреччина) |

| 17 листопада 1993 |

| Греція     | 1 – 0    | Росія |
| ---------- | -------- | ----- |
| Махлас 69' | Протокол |       |

| Олімпійський стадіон, Афіни Глядачів: 40,151 Арбітр: Жан-Фідель Дірамба (Габон) |

### Група 6
| Поз | Команда   | І  | В | Н | П | ГЗ | ГП | РГ  | О  | Кваліфікація                            |     | SWE | BUL | FRA | AUT | FIN | ISR |
| --- | --------- | -- | - | - | - | -- | -- | --- | -- | --------------------------------------- | --- | --- | --- | --- | --- | --- | --- |
| 1   | Швеція    | 10 | 6 | 3 | 1 | 19 | 8  | +11 | 15 | Вихід на Чемпіонат світу з футболу 1994 |     | —   | 2–0 | 1–1 | 1–0 | 3–2 | 5–0 |
| 2   | Болгарія  | 10 | 6 | 2 | 2 | 19 | 10 | +9  | 14 | Вихід на Чемпіонат світу з футболу 1994 |     | 1–1 | —   | 2–0 | 4–1 | 2–0 | 2–2 |
| 3   | Франція   | 10 | 6 | 1 | 3 | 17 | 10 | +7  | 13 |                                         |     | 2–1 | 1–2 | —   | 2–0 | 2–1 | 2–3 |
| 4   | Австрія   | 10 | 3 | 2 | 5 | 15 | 16 | −1  | 8  |                                         | 1–1 | 3–1 | 0–1 | —   | 3–0 | 5–2 |     |
| 5   | Фінляндія | 10 | 2 | 1 | 7 | 9  | 18 | −9  | 5  |                                         | 0–1 | 0–3 | 0–2 | 3–1 | —   | 0–0 |     |
| 6   | Ізраїль   | 10 | 1 | 3 | 6 | 10 | 27 | −17 | 5  |                                         | 1–3 | 0–2 | 0–4 | 1–1 | 1–3 | —   |     |

#### Результати
| 14 травня 1992 |

| Фінляндія | 0–3      | Болгарія                        |
| --------- | -------- | ------------------------------- |
|           | Протокол | Балаков 62' Костадинов 73', 87' |

| Олімпійський стадіон, Гельсінкі Глядачів: 8,602 Арбітр: Душан Колич (Югославія) |

| 9 вересня 1992 |

| Болгарія                        | 2–0      | Франція |
| ------------------------------- | -------- | ------- |
| Стоїчков 21' (пен.) Балаков 29' | Протокол |         |

| Васил Левський, Софія Глядачів: 41,000 Арбітр: Шандор Пуль (Угорщина) |

| 9 вересня 1992 |

| Фінляндія | 0–1      | Швеція              |
| --------- | -------- | ------------------- |
|           | Протокол | Інгессон 77' (пен.) |

| Олімпійський стадіон, Гельсінкі Глядачів: 13,617 Арбітр: Вадим Жук (Білорусь) |

| 7 жовтня 1992 |

| Швеція                   | 2–0      | Болгарія |
| ------------------------ | -------- | -------- |
| Далін 56' Петтерссон 76' | Протокол |          |

| Росунда, Сульна Глядачів: 20,625 Арбітр: Джон Бланкенстейн (Нідерланди) |

| 14 жовтня 1992 |

| Франція              | 2–0      | Австрія |
| -------------------- | -------- | ------- |
| Папен 3' Кантона 77' | Протокол |         |

| Парк де Пренс, Париж Глядачів: 39,186 Арбітр: Вадим Жук (Білорусь) |

| 28 жовтня 1992 |

| Австрія                                              | 5–2      | Ізраїль        |
| ---------------------------------------------------- | -------- | -------------- |
| Герцог 41', 46' Польстер 49' Штегер 56' А. Огріс 87' | Протокол | Зохар 53', 77' |

| Пратер, Відень Глядачів: 12,000 Арбітр: Жуан Пінту Коррея (Португалія) |

| 11 листопада 1992 |

| Ізраїль   | 1–3      | Швеція                            |
| --------- | -------- | --------------------------------- |
| Банін 42' | Протокол | Лімпар 37' Далін 58' Інгессон 74' |

| Рамат-Ган, Рамат-Ган Глядачів: 25,230 Арбітр: Серж Мументалер (Швейцарія) |

| 14 листопада 1992 |

| Франція               | 2–1      | Фінляндія   |
| --------------------- | -------- | ----------- |
| Папен 18' Кантона 31' | Протокол | Ярвінен 54' |

| Парк де Пренс, Париж Глядачів: 28,630 Арбітр: Йозеф Марко (Чехословаччина) |

| 2 грудня 1992 |

| Ізраїль | 0–2      | Болгарія              |
| ------- | -------- | --------------------- |
|         | Протокол | Сіраков 56' Пенев 83' |

| Рамат-Ган, Рамат-Ган Глядачів: 15,000 Арбітр: Васіліос Нікакіс (Греція) |

| 17 лютого 1993 |

| Ізраїль | 0–4      | Франція                           |
| ------- | -------- | --------------------------------- |
|         | Протокол | Кантона 28' Блан 62', 84' Рош 89' |

| Рамат-Ган, Рамат-Ган Глядачів: 26,000 Арбітр: Ришард Вуйцик (Польща) |

| 27 березня 1993 |

| Австрія | 0–1      | Франція   |
| ------- | -------- | --------- |
|         | Протокол | Папен 58' |

| Ернст-Гаппель-Штадіон, Відень Глядачів: 37,837 Арбітр: Джон Бланкенстейн (Нідерланди) |

| 14 квітня 1993 |

| Австрія                                   | 3–1      | Болгарія   |
| ----------------------------------------- | -------- | ---------- |
| Пфайфенбергер 8' Кюбауер 25' Польстер 89' | Протокол | Іванов 54' |

| Ернст-Гаппель-Штадіон, Відень Глядачів: 19,500 Арбітр: Сергій Хусаїнов (Росія) |

| 28 квітня 1993 |

| Франція                 | 2–1      | Швеція    |
| ----------------------- | -------- | --------- |
| Кантона 42' (пен.), 81' | Протокол | Далін 14' |

| Парк де Пренс, Париж Глядачів: 34,134 Арбітр: П'єрлуїджі Пайретто (Італія) |

| 28 квітня 1993 |

| Болгарія                      | 2–0      | Фінляндія |
| ----------------------------- | -------- | --------- |
| Стоїчков 15' (пен.) Янков 43' | Протокол |           |

| Васил Левський, Софія Глядачів: 20,000 Арбітр: Лім Кі Чон (Маврикій) |

| 12 травня 1993 |

| Болгарія                        | 2–2      | Ізраїль                     |
| ------------------------------- | -------- | --------------------------- |
| Стоїчков 35' (пен.) Сіраков 60' | Протокол | Р. Харазі 52' Розенталь 53' |

| Васил Левський, Софія Глядачів: 25,000 Арбітр: Ахмет Чакар (Туреччина) |

| 13 травня 1993 |

| Фінляндія                            | 3–1      | Австрія    |
| ------------------------------------ | -------- | ---------- |
| Паателайнен 17' Раямякі 20' Хєлм 52' | Протокол | Ціссер 89' |

| Пааво Нурмі, Турку Глядачів: 13,682 Арбітр: Джон Феррі (Північна Ірландія) |

| 19 травня 1993 |

| Швеція          | 1–0      | Австрія |
| --------------- | -------- | ------- |
| Я. Ерікссон 50' | Протокол |         |

| Росунда, Сульна Глядачів: 27,775 Арбітр: Мішель Піро (Бельгія) |

| 2 червня 1993 |

| Швеція                                           | 5–0      | Ізраїль |
| ------------------------------------------------ | -------- | ------- |
| Бролін 17', 41', 65' Зеттерберг 55' Ландберг 89' | Протокол |         |

| Росунда, Сульна Глядачів: 22,042 Арбітр: Сергій Хусаїнов (Росія) |

| 16 червня 1993 |

| Фінляндія | 0–0      | Ізраїль |
| --------- | -------- | ------- |
|           | Протокол |         |

| Лахті, Лахті Глядачів: 4,620 Арбітр: Володимир П'яних (Україна) |

| 22 серпня 1993 |

| Швеція    | 1–1      | Франція  |
| --------- | -------- | -------- |
| Далін 89' | Протокол | Созе 77' |

| Росунда, Сульна Глядачів: 30,530 Арбітр: Арон Шмідгубер (Німеччина) |

| 25 серпня 1993 |

| Австрія                                         | 3–0      | Фінляндія |
| ----------------------------------------------- | -------- | --------- |
| Кюбауер 26' Пфайфенбергер 41' Герцог 89' (пен.) | Протокол |           |

| Ернст-Гаппель-Штадіон, Відень Глядачів: 21,000 Арбітр: Міхал Лісткевич (Польща) |

| 8 вересня 1993 |

| Фінляндія | 0–2      | Франція                   |
| --------- | -------- | ------------------------- |
|           | Протокол | Блан 47' Папен 55' (пен.) |

| Тампере, Тампере Глядачів: 7,200 Арбітр: Стівен Лодж (Англія) |

| 8 вересня 1993 |

| Болгарія            | 1–1      | Швеція    |
| ------------------- | -------- | --------- |
| Стоїчков 21' (пен.) | Протокол | Далін 26' |

| Васил Левський, Софія Глядачів: 36,000 Арбітр: Ришард Вуйцик (Польща) |

| 13 жовтня 1993 |

| Франція             | 2–3      | Ізраїль                             |
| ------------------- | -------- | ----------------------------------- |
| Созе 32' Жинола 43' | Протокол | Р. Харазі 21' Беркович 83' Атар 90' |

| Парк де Пренс, Париж Глядачів: 32,700 Арбітр: Алан Снодді (Північна Ірландія) |

| 13 жовтня 1993 |

| Болгарія                                     | 4–1      | Австрія    |
| -------------------------------------------- | -------- | ---------- |
| Пенев 6', 67' Стоїчков 33' (пен.) Лечков 86' | Протокол | Герцог 51' |

| Васил Левський, Софія Глядачів: 22,500 Арбітр: Марчелло Ніккі (Італія) |

| 13 жовтня 1993 |

| Швеція                     | 3–2      | Фінляндія                 |
| -------------------------- | -------- | ------------------------- |
| Далін 27', 46' Ларссон 40' | Протокол | Суомінен 14' Літманен 60' |

| Росунда, Сульна Глядачів: 30,177 Арбітр: Ахмет Чакар (Туреччина) |

| 27 жовтня 1993 |

| Ізраїль      | 1–1      | Австрія      |
| ------------ | -------- | ------------ |
| Розенталь 3' | Протокол | Райнмайр 15' |

| Рамат-Ган, Рамат-Ган Глядачів: 23,500 Арбітр: Ласло Вагнер (Угорщина) |

| 10 листопада 1993 |

| Австрія    | 1–1      | Швеція    |
| ---------- | -------- | --------- |
| Герцог 70' | Протокол | Мільд 67' |

| Ернст-Гаппель-Штадіон, Відень Глядачів: 25,000 Арбітр: Мануель Діас Вега (Іспанія) |

| 10 листопада 1993 |

| Ізраїль       | 1–3      | Фінляндія                    |
| ------------- | -------- | ---------------------------- |
| Р. Харазі 90' | Протокол | Гюрюляйнен 54', 85' Хєлм 73' |

| Рамат-Ган, Рамат-Ган Глядачів: 10,000 Арбітр: Даніель Родві (Швейцарія) |

| 17 листопада 1993 |

| Франція     | 1–2      | Болгарія            |
| ----------- | -------- | ------------------- |
| Кантона 31' | Протокол | Костадинов 37', 90' |

| Парк де Пренс, Париж Глядачів: 48,402 Арбітр: Леслі Моттрем (Шотландія) |

## Учасники
До фнальної частини світу кваліфікувалися 13 команд країн зони УЄФА.
| Команда    | Кваліфікувалася як  | Дата кваліфікації | Попередні участі у чемпіонатах світу1                                                 |
| ---------- | ------------------- | ----------------- | ------------------------------------------------------------------------------------- |
| Німеччина  | Діючі чемпіони      | 8 липня 1990      | 12 (1934, 1938, 19542, 19582, 19622, 19662, 19702, 19742, 19782, 19822, 19862, 19902) |
| Італія     | Переможці Групи 1   | 17 листопада 1993 | 12 (1934, 1938, 1950, 1954, 1962, 1966, 1970, 1974, 1978, 1982, 1986, 1990)           |
| Швейцарія  | Друге місце Групи 1 | 17 листопада 1993 | 6 (1934, 1938, 1950, 1954, 1962, 1966)                                                |
| Норвегія   | Переможці Групи 2   | 13 жовтня 1993    | 1 (1938)                                                                              |
| Нідерланди | Друге місце Групи 2 | 17 листопада 1993 | 5 (1934, 1938, 1974, 1978, 1990)                                                      |
| Іспанія    | Переможці Групи 3   | 17 листопада 1993 | 8 (1934, 1950, 1962, 1966, 1978, 1982, 1986, 1990)                                    |
| Ірландія   | Друге місце Групи 3 | 17 листопада 1993 | 1 (1990)                                                                              |
| Румунія    | Переможці Групи 4   | 17 листопада 1993 | 5 (1930, 1934, 1938, 1970, 1990)                                                      |
| Бельгія    | Друге місце Групи 4 | 17 листопада 1993 | 8 (1930, 1934, 1938, 1954, 1970, 1982, 1986, 1990)                                    |
| Греція     | Переможці Групи 5   | 23 травня 1993    | 0 (debut)                                                                             |
| Росія      | Друге місце Групи 5 | 2 червня 1993     | 7 (19583, 19623, 19663, 19703, 19823, 19863, 19903)                                   |
| Швеція     | Переможці Групи 6   | 10 листопада 1993 | 8 (1934, 1938, 1950, 1958, 1970, 1974, 1978, 1990)                                    |
| Болгарія   | Друге місце Групи 6 | 17 листопада 1993 | 5 (1962, 1966, 1970, 1974, 1986)                                                      |

1 Жирним позначені переможці відповідної світової першості. Курсивом позначені господарі відповідної світової першості.
2 Змагалася як збірна ФРН.
3 Змагалася як збірна СРСР.

## Бомбардири
9 голів
- Флорін Редучою

8 голів
- Іан Раш

7 голів
- Девід Платт
- Хуліо Салінас
- Мартін Далін

6 голів
- Петер Дубовський
- Ерік Кантона
- Джон Олдрідж
- Петер ван Воссен
- Стефан Шапюїза

5 голів
- Андреас Герцог
- Марк Вільмотс
- Христо Стоїчков
- Іан Райт
- Роберто Баджо
- Денніс Бергкамп
- К'єтіль Рекдаль
- Георге Хаджі
- Адріан Кнуп

4 голи
- Енцо Шифо
- Еміл Костадинов
- Андреас Сотіріу
- Франк Пінгель
- Пол Гаскойн
- Жан-П'єр Папен
- Іліє Думітреску
- Гаврил Балінт
- Сергій Кир'яков
- Жорж Брежі
- Дін Сондерс

3 голи
- Любослав Пенев
- Павел Кука
- Кім Вільфорт
- Лес Фердінанд
- Лоран Блан
- Кальман Ковач
- Стів Стонтон
- Ронен Харазі
- Діно Баджо
- Роберто Манчіні
- Джузеппе Сіньйорі
- Айнарс Лінардс
- Джон Босман
- Рональд де Бур
- Кевін Вілсон
- Йостейн Флу
- Гуннар Галле
- Йоран Серлот
- Марек Лесняк
- Жорже Кадете
- Йоан Лупеску
- Сергій Юран
- Аллі Маккойст
- Пет Невін
- Чікі Беґірістайн
- Фернандо Єрро
- Томас Бролін
- Крістоф Орель
- Фейяз Учар
- Хакан Шюкюр

2 голи
- Сокол Кушта
- Дітмар Кюбауер
- Гаймо Пфайфенбергер
- Тоні Польстер
- Філіпп Альбер
- Красимир Балаков
- Наско Сіраков
- Радослав Латал
- Вацлав Немечек
- Марек Поштулка
- Браян Лаудруп
- Пол Інс
- Стюарт Пірс
- Арі Хєлм
- Акі Гюрюляйнен
- Франк Созе
- Стратос Апостолакіс
- Нікос Махлас
- Тасос Мітропулос
- Лайош Детарі
- Арнор Гудйонсен
- Ейолфюр Сверіссон
- Пол Макграт
- Ніелл Куїнн
- Ронні Розенталь
- Іцик Зохар
- П'єрлуїджі Казірагі
- Стефано Ераніо
- Робертас Фрідрікас
- Йон де Волф
- Вім Йонк
- Роналд Куман
- Роб Вітчге
- Джим Мегілтон
- Джиммі Квінн
- Джеррі Таггарт
- Ларс Богінен
- Ян Оге Фйортофт
- Ян Івар Якобсен
- Рогер Нільсен
- Войцех Ковальчик
- Руй Агуаш
- Руй Барруш
- Руй Кошта
- Паулу Футре
- Жуан Домінгуш Пінту
- Джон Коллінз
- Кевін Галлахер
- Хосе Марі Бакеро
- Хосе Луїс Камінеро
- Хулен Герреро
- Мічел
- Клас Інгессон
- Чіріако Сфорца
- Ертугрул Саглам
- Раян Гіггз
- Марк Г'юз

1 гол
- Едуард Абазі
- Сулейман Демолларі
- Ілір Кепа
- Алтін Рракллі
- Андреас Огріс
- Ганнес Райнмайр
- Петер Штегер
- Міхаель Ціссер
- Александр Чернятинскі
- Марк Дегріз
- Руді Смідтс
- Лоренцо Сталенс
- Трифон Іванов
- Йордан Лечков
- Златко Янков
- Яннос Іоанну
- Нікодімос Папавасілею
- Пампос Піттас
- Панайотіс Хіурупас
- Павел Гапал
- Іван Гашек
- Мирослав Кадлець
- Любомир Моравчик
- Томаш Скугравий
- Петр Врабець
- Йон Єнсен
- Генрік Ларсен
- Петер Меллер
- Ларс Ольсен
- Флемінг Поульсен
- Марк Струдаль
- Джон Барнс
- Карлтон Палмер
- Алан Ширер
- Сергій Брагін
- Уні Арге
- Петрі Ярвінен
- Ярі Літманен
- Міксу Паателайнен
- Марко Раямякі
- Кім Суомінен
- Давід Жинола
- Ален Рош
- Васіліс Дімітріадіс
- Дімітріс Саравакос
- Панайотіс Софіянопулос
- Панайотіс Цалухідіс
- Ласло Клаус
- Гаральдур Інгольфссон
- Гердур Магнуссон
- Торвальдур Ерлюгссон
- Тоні Каскаріно
- Алан Кернахан
- Алан Маклафлін
- Кевін Шиді
- Джон Шерідан
- Енді Таунсенд
- Реувен Атар
- Таль Банін
- Еял Беркович
- Роберто Донадоні
- Паоло Мальдіні
- Джанлука Віаллі
- П'єтро Верховод
- Олегс Алексеєнко
- Віргініюс Балтушнікас
- Стасіс Баранаускас
- Армінас Нарбековас
- Еймантас Подеріс
- В'ячеслав Сукристов
- Андреюс Терешкінас
- Стефано Фанеллі
- Кармел Бусуттіл
- Мартін Грегорі
- Крістіан Лаферла
- Рууд Гулліт
- Марк Овермарс
- Джон ван ден Бром
- Колін Кларк
- Мел Донагі
- Іейн Дауї
- Філ Грей
- Алан Макдональд
- Ронні Йонсен
- Ейвінд Леонардсен
- Ерік Мюкланд
- Даріуш Адамчук
- Марек Козьмінський
- Ян Фурток
- Томаш Валдох
- Кшиштоф Важиха
- Фернанду Коуту
- Осеану да Круж
- Антоніу Фолья
- Антоніу Ногейра
- Жозе Орланду Семеду
- Овідіу Хангану
- Маріус Лекетуш
- Константін Пане
- Георге Попеску
- Олександр Бородюк
- Ігор Добровольський
- Андрій Канчельскіс
- Ігор Коливанов
- Василь Кульков
- Андрій П'ятницький
- Дмитро Радченко
- Ігор Шалімов
- Давіде Гвалтьєрі
- Нікола Баччоккі
- Скотт Бут
- Колін Гендрі
- Браян Макклер
- Вільям Мак-Кінлі
- Адольфо Альдана
- Томас Крістіансен
- Жузеп Гвардіола
- Крістобаль Паррало Агілера
- Альфонсо Перес
- Toni
- Ян Ерікссон
- Стефан Ландберг
- Генрік Ларссон
- Андерс Лімпар
- Гокан Мільд
- Стефан Петтерссон
- Пер Зеттерберг
- Томас Біккель
- Марк Готтігер
- Кубілай Тюрк'їлмаз
- Бюлент Коркмаз
- Хамі Мандирали
- Орхан Чикирикчи
- Клейтон Блекмор
- Марк Бовен
- Ерік Янг

1 автогол
- Йозеф Хованець (у грі проти Бельгії)
- Глюнур Біргіссон (у грі проти Люксембургу)
- Нікола Баччоккі (у грі проти Нідерландів)